# Passive Solarenergienutzung
Passive Solarenergienutzung – auch passive Sonnenenergienutzung genannt – bezeichnet die Nutzung der Wärmestrahlung für die Temperierung eines Gebäudes ohne weitere Hilfsmittel außer der Gebäudehülle selbst. Dabei wird die durch die Sonne produzierte Wärme genutzt, um das Gebäude zu heizen. Die Sonnenstrahlen gelangen durch Fenster in das Gebäude und erwärmen das Gebäudeinnere. Dies kann als eine Art von „Treibhauseffekt“ aufgefasst werden. Freilich sind die Randbedingungen andere als beim atmosphärischen Treibhauseffekt.

## Grundlegendes: Funktionsweise der passiven Solarenergienutzung
Sonnenstrahlen treffen durch die Fenster eines Gebäudes ins Innere und erwärmen die Bauteile, welche die Wärme speichern und zeitverzögert wieder abgeben. Die im Raum durch Sonneneinstrahlung erwärmte Luft kann die Wärme auch zu nicht direkt beschienenen Bauteilen führen und diese erwärmen. Optimierend wirken sich bei der passiven Solarenergienutzung für Gebäude aus:
Eine lange Sonnenscheindauer in der Heizperiode, Südorientierung der Verglasung, Größe der Verglasung, Gesamtenergiedurchlassgrad der Verglasung (g-Wert), Verschattungsfreiheit der Verglasung, Speicherfähigkeit der inneren und der direkt bestrahlten Bauteile, Absorptionsfähigkeit der bestrahlten Bauteile (physikalisches Modell: Wärmestrahlung trifft auf Oberfläche eines grauen Körpers). Der Energietransport durch die Verglasung hindurch lässt sich modellieren.

## Passivsonnenhäuser als Anwendung
Das größte Anwendungspotential liegt im Neubausektor. Ein optimal entworfenes Passivsonnenhaus kann – durchschnittlich, über das Jahr gemessen – einen bis zu 75 % niedrigeren Wärmebedarf haben als ein Standardneubau. Innerhalb der deutschen Energieeinsparverordnung wird der Effekt der passiven Solarenergienutzung z. B. durch die Anrechnung von solaren Wärmegewinnen zur Verringerung des Heizenergiebedarfs abgebildet. Neben Vorschriften für die passive Nutzung von Sonnenenergie spielen verschiedene andere Bauaspekte wie Luftdichte, Wärmerückgewinnung aus Ventilationsluft, Isolation der Gebäudehülle, Bauart und Bauform eine Rolle. Um einer möglichen Überhitzung vorzubeugen, sind auch Sonnenschirme an der Außenseite, Abdach, Ausrichtung, ferner der Anteil von Glas an der Gebäudeoberfläche sowie die gesamte Baumasse von Bedeutung.
Das Wirkprinzip der passiven Solarenergienutzung kann auch auf Gewächshäuser angewendet werden.

## Bauliche Voraussetzungen
Eine möglichst gut gedämmte Gebäudehülle bis hin zum Passivhaus, um die gewonnene Energie nicht gleich wieder zu verlieren und eine bewegliche oder starre Verschattungsmöglichkeit, um eine Überhitzung des Gebäudeinneren bei starker und andauernder Sonnenstrahlung zu vermeiden.
Wirksam ist die direkte Sonneneinstrahlung; aber auch die diffuse Lichtstrahlung (Globalstrahlung) ist wirksam und kann auch Fenster auf den von der Sonne abgewandten Seiten eines Gebäudes erreichen und zum Energieeintrag führen. Im Prinzip lassen auch andere transparente Bauteile als Fenster Licht ins Innere. Hier sei die transparente Wärmedämmung erwähnt, aber nicht weiter erläutert.